# Eduard Hoffmann (Industrieller)

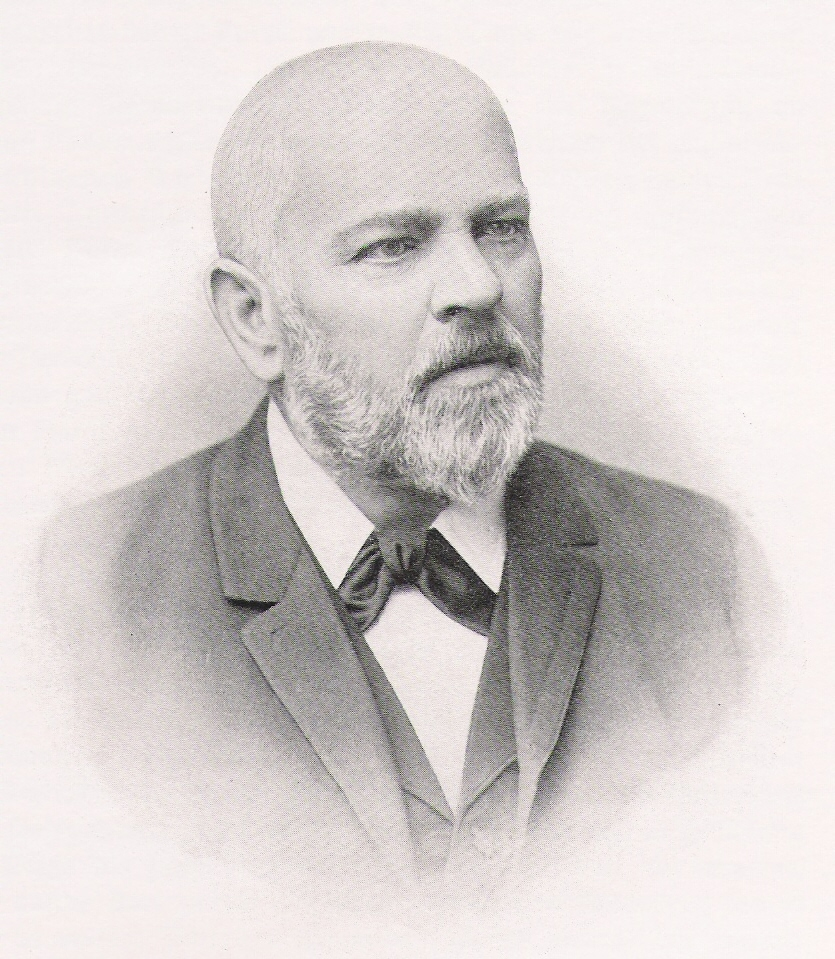
Eduard Hoffmann

Eduard Hoffmann (* 12. September 1832 in Magdeburg; † 16. Dezember 1894 in Salzuflen) war ein deutscher Unternehmer. Er war der Sohn des Unternehmensgründers Heinrich Salomon Hoffmann, unter seiner Leitung entwickelten sich Hoffmann’s Stärkefabriken – das älteste Industrieunternehmen in Bad Salzuflen – innerhalb weniger Jahre zu einem weltweit tätigen Konzern.

## Ausbildung und Familie
Als viertes von neun Kindern seiner Eltern Heinrich Salomon Hoffmann (* 5. Mai 1794 in Fürth; † 8. Mai 1852 in Salzuflen) und Friederike Hoffmann geb. Peltz (* 11. Juli 1806 in Wolmirstedt) geboren, besuchte er in Magdeburg die Elementarschule. Durch den Umzug seiner Familie nach Oeynhausen bedingt, wechselte Hoffmann in die sogenannte Realabteilung des Lemgoer Gymnasiums und von Juli 1846 bis September 1847 an das Gymnasium in Minden. Im Alter von sechzehn Jahren begann er eine kaufmännische Lehre im väterlichen Betrieb in Bad Oeynhausen und wechselte danach in das Unternehmen seines Bruders Leberecht Fürchtegott Hoffmann in Bremen. Nach kurzem Aufenthalt beim Handelshaus Hoppe & Comp. in Dresden kam Eduard Hoffmann im Oktober 1850 nach Bad Salzuflen und unterstützte seinen inzwischen dort arbeitenden Vater.
1860, im Alter von achtundzwanzig Jahren, heiratete Hoffmann die 20-jährige Johanne (auch Johanna) Böhmer aus Blomberg.

„Salzuflen. Zufolge heute eingereichter schriftlicher Erklärung haben Eduard Hoffmann hies., Sohn der Witwe Stärkefabrikantin Hoffmann hies., und dessen Verlobte Johanna Böhmer aus Blomberg, einen Ehevertrag abgeschlossen, wonach die eheliche Gütergemeinschaft unter ihnen ausgeschlossen sein soll.  /  Salzuflen den 18. Mai 1860.  /  Das Stadtgericht.  Gevekoth.“

Sie hatten vier Kinder, von denen das zweite, Leberecht, später die Nachfolge seines Vaters antrat. Am 7. August 1868 starb Johanne, und Eduard Hoffmann heiratete im Februar 1871 Minna Loßnitzer aus Berlin. Mit ihr hatte er weitere drei Kinder. 1883 wurde die Ehe wieder geschieden. 1886 heiratete Hoffmann ein drittes Mal, die Ehe mit Magda Müller aus Remmighausen blieb kinderlos.

## Hoffmann’s Stärkefabriken

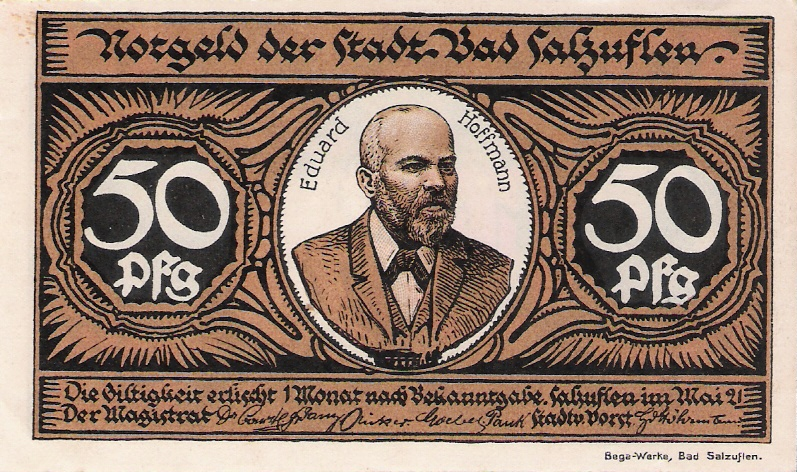
Eduard Hoffmann auf einem 50-Pf-Notgeldschein der Stadt Bad Salzuflen

Nach dem Tod seines Vaters im Mai 1852 übernahm er die Leitung der Stärkefabrik, führte die Geschäfte aber im Namen seiner Mutter und unter Aufsicht seines Bruders. Ohne großen finanziellen Vorteil für sich selbst steigerte er zunächst den Absatz der qualitativ hochwertigen Stärkeprodukte. Um die Qualität aber noch weiter zu verbessern, wechselte die Produktion auf seine Initiative Mitte der 1870er Jahre von Getreide und Kartoffeln auf Reis: Die Stärke erhielt größere Qualität und bessere Güte. Um das Produkt noch weiter bekannt zu machen, wurde die sich putzende Katze als Hoffmann’sche Bildmarke entwickelt. Auf allen Packungen, Tüten und Kartons, aber auch auf allen möglichen Werbegegenständen wie Postkarten, Notizbüchern, Spielen, Kalendern, Märchenheften, Dosen und Schildern prangte von nun an die weiße Katze als Sinnbild für absolute Reinlichkeit.
Eduard Hoffmanns größte Verdienste aber waren die Wohlfahrtseinrichtungen, die er, der selbst selten in der Öffentlichkeit auftrat und sich nie in einer Partei oder einem Verein engagiert hatte, für seine Mitarbeiter geschaffen hat: Er ließ zum Beispiel Wohnungen und ein kleines Kaufhaus bauen, und führte die Kranken- bzw. Rentenversicherung ein.

## Tod

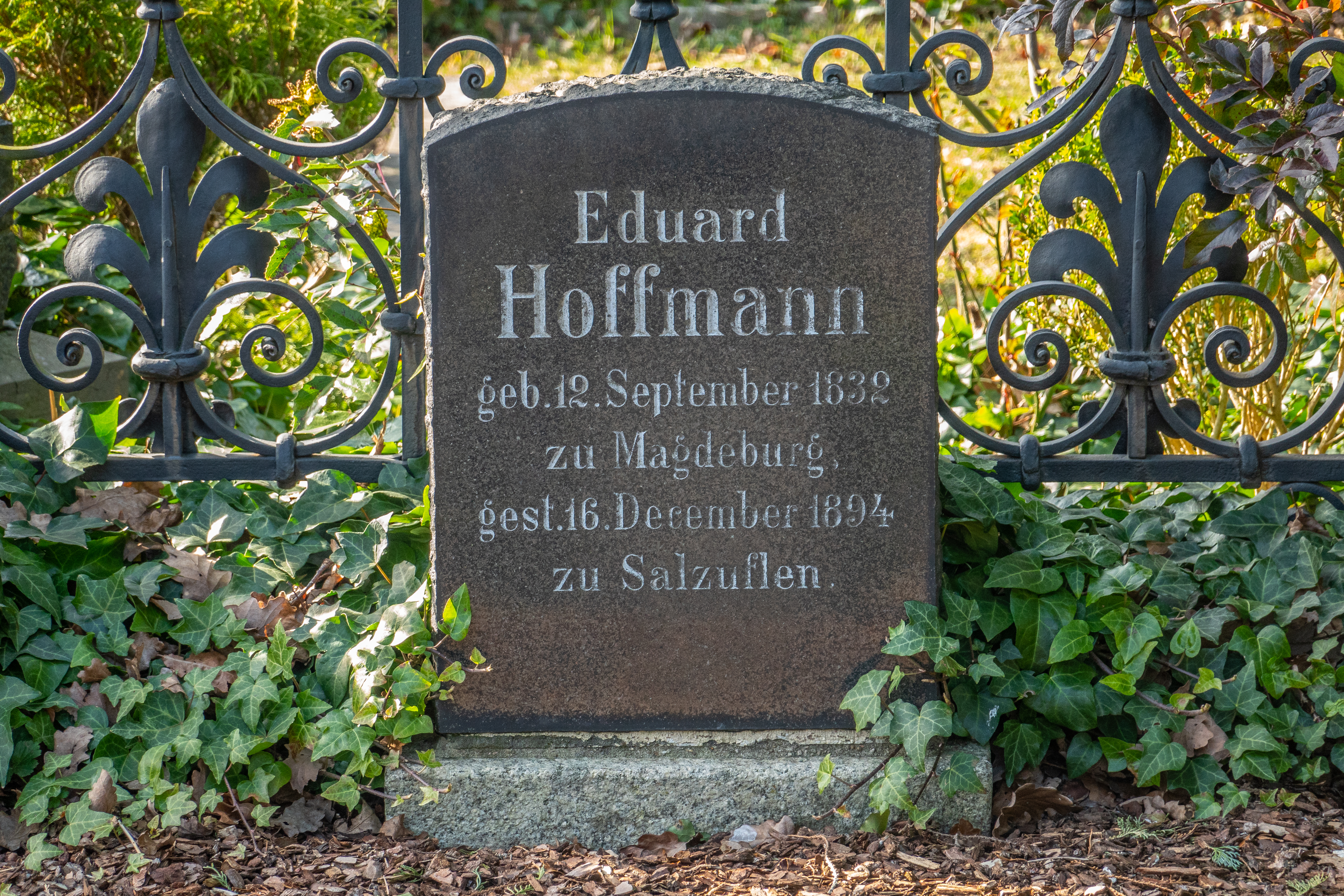
Grabstätte von Eduard Hoffmann

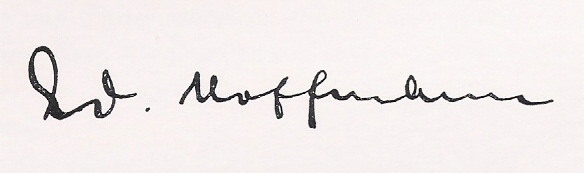
Unterschrift „Eduard Hoffmann“

Am 5. Juni 1888 wurde Eduard Hoffmann vom Magistrat der Stadt Salzuflen die Ehrenbürgerwürde verliehen. Er starb am 16. Dezember 1894 im Alter von 62 Jahren in Salzuflen. Bestattet wurde Hoffmann, der durch neue Ideen ein großes Werk geschaffen hatte, das Salzuflen und sogar ganz Lippe vorangebracht hatte, auf dem Friedhof an der heutigen Rudolph-Brandes-Allee zwischen Bad Salzuflen und dem Ortsteil Schötmar.
Die Unternehmensleitung ehrte Eduard Hoffmann mit den Worten: „Bis zur letzten Stunde mit äußerster Energie und unablässiger Schaffenskraft für das Gedeihen des Werkes wirkend, hat der Entschlafene dasselbe bis zu seiner heutigen Bedeutung gebracht. So ist er mitten aus einer Tätigkeit herausgerissen worden, welche sein ganzes Sein erfüllte und in welcher er außergewöhnliche Uneigennützigkeit verknüpfte mit vorbildlich wohlwollender Gesinnung allen denen gegenüber, welchen es vergönnt war, unter seiner Leitung am Werke mitzuarbeiten und die nun seinen Verlust schmerzlich betrauern.“
Am 31. Dezember 1894 wurde sein Sohn Leberecht Hoffmann (* 2. Juli 1863 in Salzuflen; † 19. Oktober 1928 in Bad Salzuflen) durch den Aufsichtsrat zum Vorstand der Gesellschaft Hoffmann’s Stärkefabriken und somit zu seinem Nachfolger ernannt.

## Sonstiges
Hoffmann zu Ehren trägt die Realschule im Schulzentrum Lohfeld seit dem 30. Mai 2008 seinen Namen: Eduard-Hoffmann-Realschule.

## Literatur

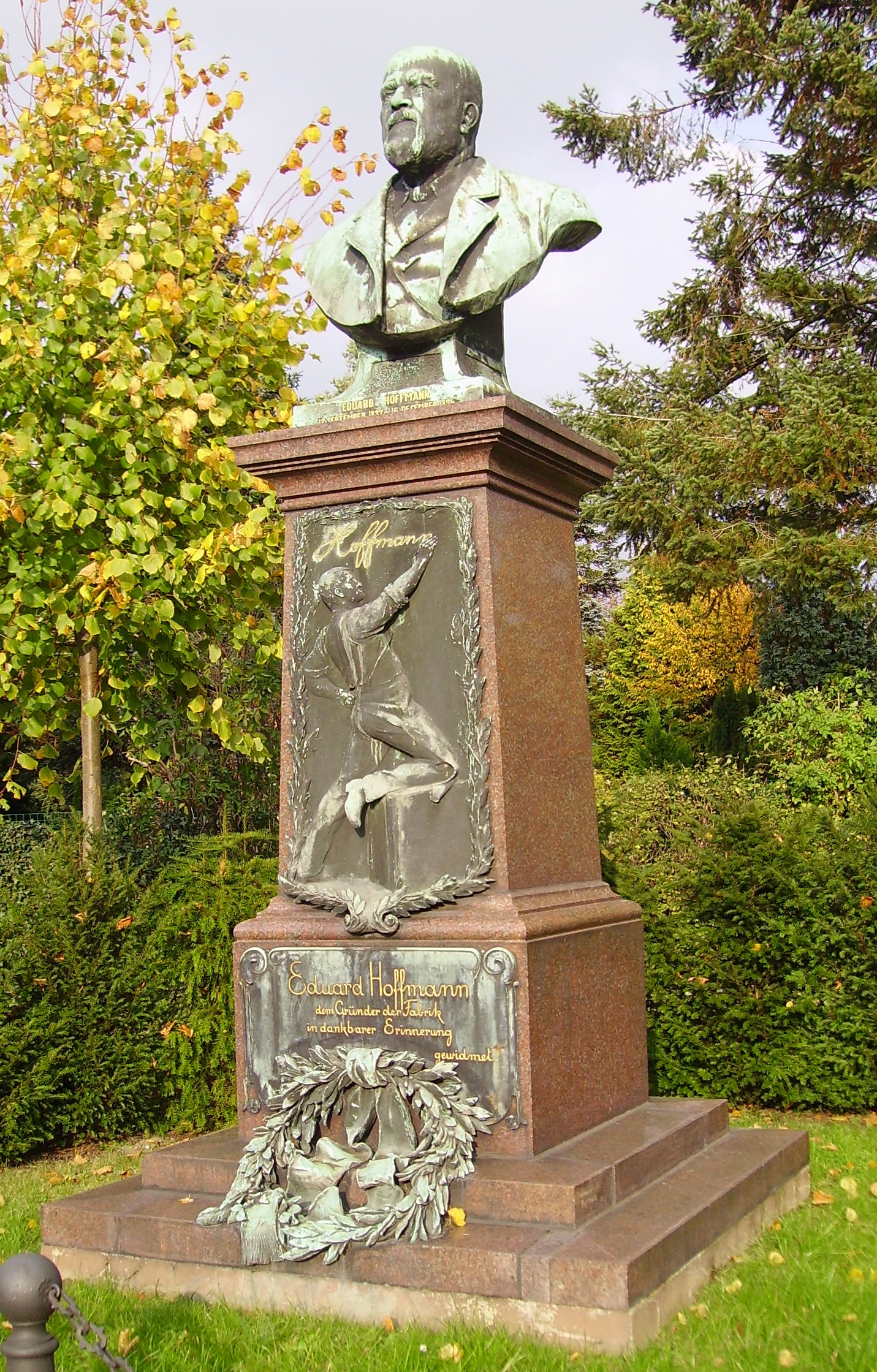
Das vom Berliner Bildhauer Boué gestaltete Eduard-Hoffmann-Denkmal in der Bad Salzufler Hoffmannstraße, gegenüber dem ehemaligen Werkstor der Hoffmann’s Stärkefabriken